# عبدالکریم عبدالله العرشی
عبدالکریم عبدالله العرشی (عربی: عبد الكريم عبدالله العرشي؛ ۱ دسامبر ۱۹۳۴ – ۱۰ ژوئن ۲۰۰۶) یک سیاست‌مدار اهل یمن و از ۲۴ ژوئن تا ۱۸ ژوئیه ۱۹۷۸ رئیس‌جمهور جمهوری عربی یمن بود.